# Tadarida insignis
Tadarida insignis é uma espécie de morcego da família Molossidae. Pode ser encontrada na República Popular da China, Taiwan, Coreia do Sul e Coreia do Norte. Vagrante no Japão.